# Lennart Lundström

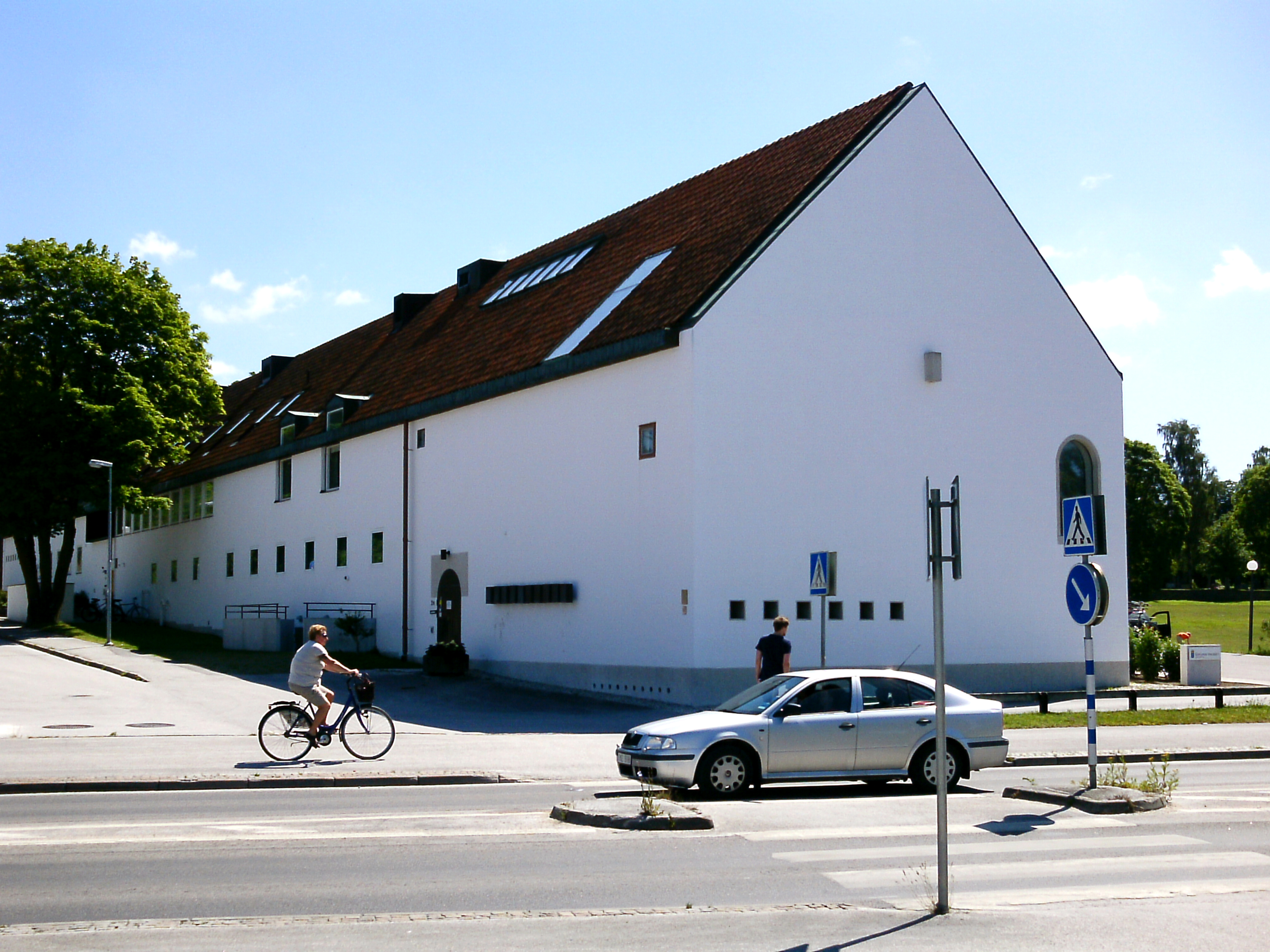
Tingshuset i Visby

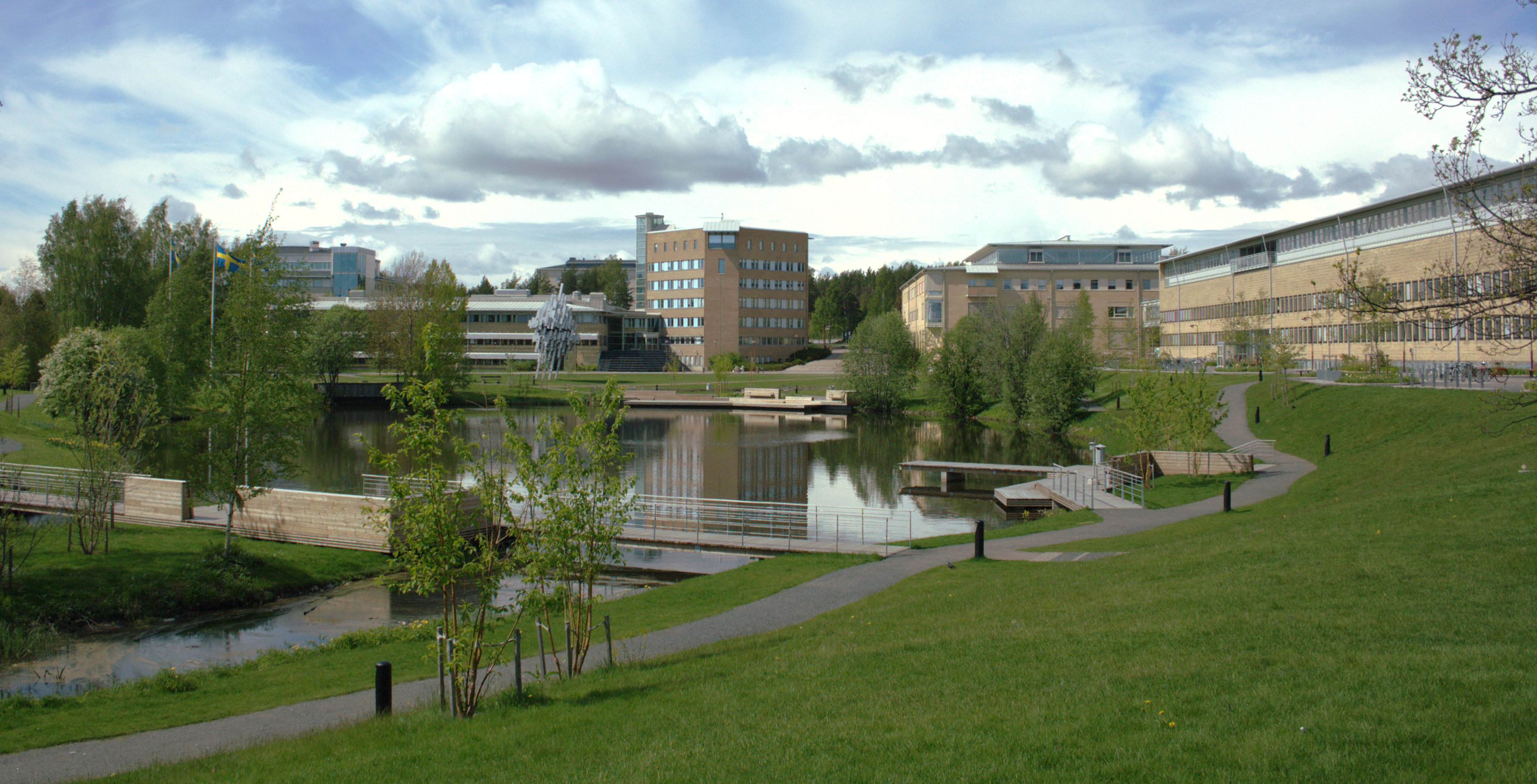
Umeå universitets byggnader runt Universitetsdammen

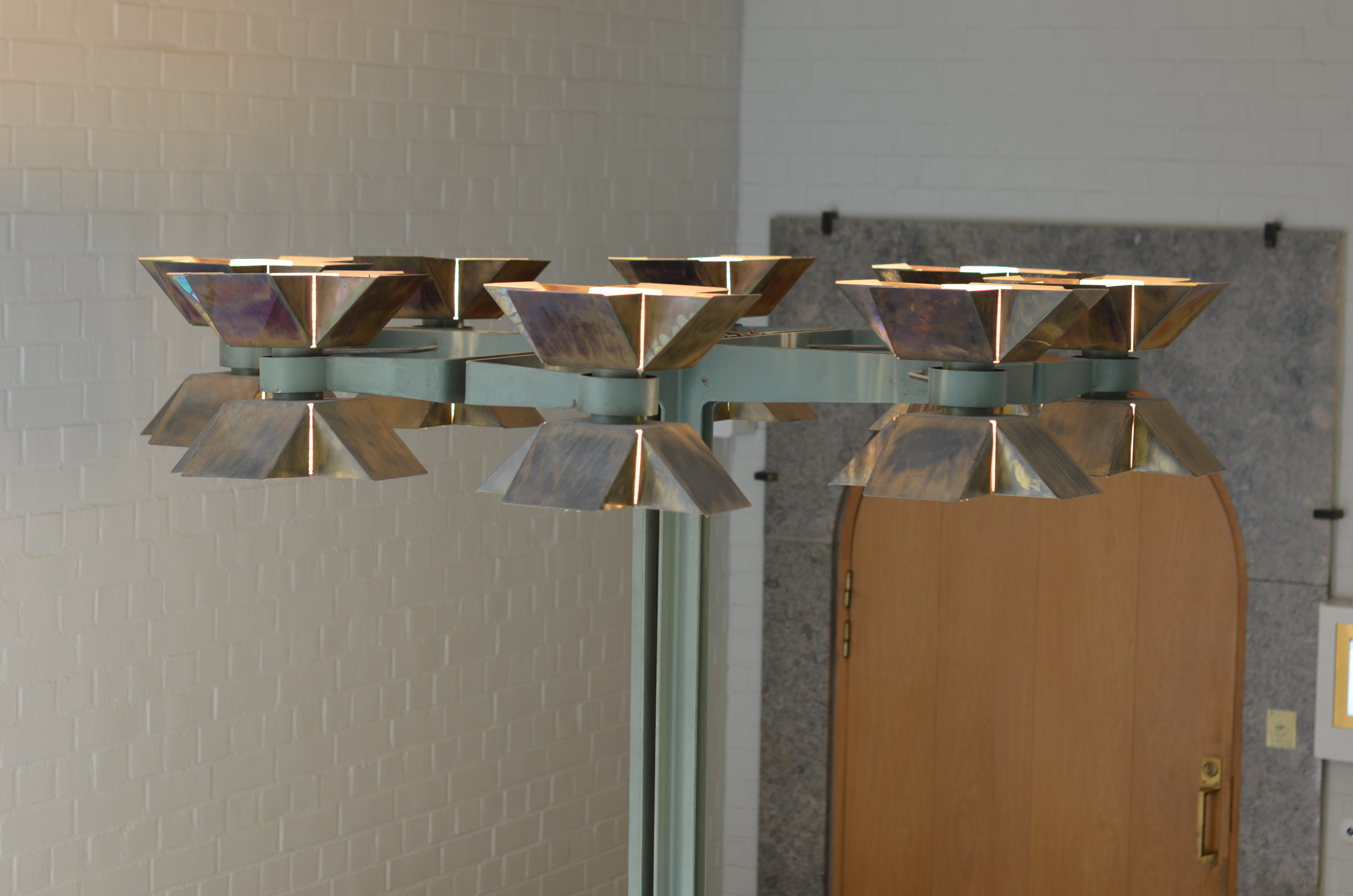
Belysningsarmatur i entrén till Tingshuset i Visby

Jan Lennart Lundström, född 16 september 1930, är en svensk arkitekt.
Lennarts Lundströms far var överlantmätare på Gotland. Lennart Lundström ritade också hus på Gotland, bland annat Tingshuset i Visby från 1961, som 2001 efter en omröstning korades till Gotlands vackraste hus.
Han var en av arkitekterna på A4 arkitektkontor och utformade från 1967 miljön runt Universitetsdammen på Umeå universitets nyuppförda campus: Förvaltningsbyggnaderna, Humanistcentrum, Universum och Samhällsvetarhuset.

## Verk i urval
- Tingshuset i Visby, 1961
- Hultgrenska villan, 1965. Nygatan 55, Visby[3]
- Förvaltningshusen, 1967 respektive 1984, Umeå universitet
- Humanisthuset, 1972, Umeå universitet, Biblioteksgränd 2, Umeå
- Universumhuset, 1970. Umeå universitet,  Universums gränd 8-10, Umeå
- Samhällsvetarhuset, 1968, Umeå universitet, Hörsalsbyn 4, Umeå